# Хетско царство
Хетското царство е могъща древна държава в Мала Азия създадена от хетите, просъществувала между 1800 – 1180 г. пр.н.е. Нейна столица е древният град Хатуша (близо до дн. Боязкьой, Турция).

## Ранна история
В края на III – II хилядолетие пр.н.е. при хетите започва да се разпада племенния строй, за ускоряването на този процес допринасяли семитските търговски колонисти (асирийци и амореи). Още през III хилядолетие пр.н.е. в източните и централни части на Мала Азия се създават няколко политически образувания от типа град-държава (Пурусханда, Амкува, Кусара, Хатти, Каниш, Вахшушана, Самуха, и др), начело на които били царе (рабауми) и царици (рабатуми). През първата половина на 18 век пр.н.е. царят на град Кусара – Анита, основава обширна държава, наречена по-късно Хетско царство.

## Старо хетско царство
Древният период от историята на Хетското царство се свързва с град Кусара, който бил столица в новообразувалата се държава. Цар Анита прилага значителни промени в политическата обстановка, които водят и до погром за много центрове. След него на власт идва цар Лабарна I от династията Лапарнаса, тази династия била с други традиции и възгледи от предишната. Те извършват културно-обществени промени, като заменил староасирийския акадски диалект и писменост с родния си език и друг вариант на писменост.
Старо хетското царство достигна върха на своето могъщество в началото на XVI в. пр. н. е. при Муршили I, който тръгнал на поход в Месопотамия и в 1595 г. пр. н. е. превзел Вавилон. Следва относителен упадък през XV в. пр. н. е.

## Ново хетско царство
В епохата XIV–XIII в. пр. н. е. настъпва нов период на могъщество със засилена централна власт. Тя се основава на добре организирана войска, в която основна роля започват да играят маневрени отряди от впрегнати в коне бойни колесници (въведени от митанийците). През първата половина на XIV в. пр. н. е. Шупилулиума I, един от най-забележителните хетски владетели, успял да наложи политическата си хегемония над почти цяла Мала Азия. Като се възползвал от временното отслабване на Египет при фараон Ехнатон започнал да настъпва на юг в района на Източното Средиземноморие. Конфликтът на хетите с Египет достига своя връх в края на XIV и началото на XIII в. пр. н. е., когато хетските царе Муршили II, Муватали и Хатушили III водят последователно тежки войни с войнствените фараони от XIX династия Сети I и Рамзес II. През 1280 г. пр. н. е. е сключен мирен договор, по силата на който Сирия и Северна Финикия стават зона на хетско влияние, а Палестина и Южна Финикия остават в обсега на Египет.
В края на XIII в. пр. н.е. в Мала Азия нахлули войнствени племена, наричани в египетските документи морски народи. Те разгромяват хетските армии и крепости, превземат столицата Хатуша и Хетското царство престава да съществува.